# Ursul de Argint pentru cel mai bun regizor
Ursul de Argint pentru cel mai bun regizor este un premiu acordat la Festivalul Internațional de Film de la Berlin pentru cel mai bun regizor.

## Premii
| An   | Regizor                             | Film                                |
| ---- | ----------------------------------- | ----------------------------------- |
| 1956 | Robert Aldrich                      | Autumn Leaves                       |
| 1957 | Mario Monicelli                     | Între noi părinții                  |
| 1958 | Tadashi Imai                        | Jun'ai Monogatari                   |
| 1959 | Akira Kurosawa                      | The Hidden Fortress                 |
| 1960 | Jean-Luc Godard                     | À bout de souffle                   |
| 1961 | Bernhard Wicki                      | Das Wunder des Malachias            |
| 1962 | Francesco Rosi                      | Salvatore Giuliano                  |
| 1963 | Nikos Koundouros                    | Mikres Aphrodites                   |
| 1964 | Satyajit Ray                        | Mahanagar                           |
| 1965 | Satyajit Ray                        | Charulata                           |
| 1966 | Carlos Saura                        | La caza                             |
| 1967 | Živojin Pavlović                    | Buđenje pacova                      |
| 1968 | Carlos Saura                        | Peppermint Frappé                   |
| 1972 | Franța, Jean-Pierre Blanc           | Fata bătrână                        |
| 1975 | Sergei Solovyov                     | Sto dney posle detstva              |
| 1976 | Mario Monicelli                     | Caro Michele                        |
| 1977 | Manuel Gutiérrez Aragón             | Camada negra                        |
| 1978 | Georgi Djulgerov                    | Avantazh                            |
| 1979 | Astrid Henning-Jensen               | Vinterborn                          |
| 1980 | István Szabó                        | Bizalom                             |
| 1982 | Mario Monicelli                     | Il Marchese del Grillo              |
| 1983 | Éric Rohmer                         | Pauline à la plage                  |
| 1984 | Costas Ferris                       | Rembetiko                           |
| 1984 | Ettore Scola                        | Le Bal                              |
| 1985 | Robert Benton                       | Places in the Heart                 |
| 1986 | Georgiy Shengelaya                  | Akhalgazrda kompozitoris mogzauroba |
| 1987 | Oliver Stone                        | Platoon                             |
| 1988 | Norman Jewison                      | Moonstruck                          |
| 1989 | Dušan Hanák                         | Ja milujem, ty miluješ              |
| 1990 | Michael Verhoeven                   | Das schreckliche Mädchen            |
| 1991 | Jonathan Demme                      | The Silence of the Lambs            |
| 1991 | Ricky Tognazzi                      | Ultrá                               |
| 1992 | Jan Troell                          | Il Capitano                         |
| 1993 | Andrew Birkin                       | The Cement Garden                   |
| 1994 | Krzysztof Kieślowski                | Trzy kolory: Bialy                  |
| 1995 | Richard Linklater                   | Before Sunrise                      |
| 1996 | Yim Ho                              | Tai yang you er                     |
| 1996 | Richard Loncraine                   | Richard III                         |
| 1997 | Eric Heumann                        | Port Djema                          |
| 1998 | Neil Jordan                         | The Butcher Boy                     |
| 1999 | Stephen Frears                      | The Hi-Lo Country                   |
| 2000 | / Miloš Forman                      | Man on the Moon                     |
| 2001 | Lin Cheng-sheng                     | Betelnut Beauty                     |
| 2002 | Otar Iosseliani                     | Lundi Matin                         |
| 2003 | Patrice Chéreau                     | His Brother                         |
| 2004 | Kim Ki-duk                          | Samaria                             |
| 2005 | Marc Rothemund                      | Sophie Scholl - Die letzten Tage    |
| 2006 | Michael Winterbottom Mat Whitecross | The Road To Guantanamo              |
| 2007 | Joseph Cedar                        | Beaufort                            |
| 2008 | Paul Thomas Anderson                | There Will Be Blood                 |
| 2009 | Asghar Farhadi                      | About Elly                          |
| 2010 | / Roman Polanski                    | The Ghost Writer                    |
| 2011 | Ulrich Köhler                       | Sleeping Sickness                   |
| 2012 | Christian Petzold                   | Barbara                             |
| 2013 | David Gordon Green                  | Prince Avalanche                    |
| 2014 | Richard Linklater                   | Boyhood                             |
| 2015 | Radu Jude                           | Aferim!                             |
| 2015 | Malgorzata Szumowska                | Body                                |
| 2016 | Mia Hansen-Løve                     | Things to Come                      |

## Câștigători a mai multor premii
- Mario Monicelli - 3 (1957, 1976, 1982)
- Satyajit Ray - 2 (1964, 1965)
- Carlos Saura - 2 (1966, 1968)
- Richard Linklater - 2 (1995, 2014)

## Legături externe
- Berlinale website